# Fernanda Trías
Fernanda Trías (Montevideo, 12 ottobre 1976) è una scrittrice uruguaiana.

## Biografia
Nata a Montevideo il 12 ottobre 1976, vive e lavora a Bogotà.
Ha conseguito un M.A. in scrittura creativa all'Università di New York e ha vissuto a Provins, Berlino, Londra e Buenos Aires.
Ha esordito nella narrativa nel 2012 con la raccolta di racconti El regreso e in seguito ha pubblicato 4 romanzi e un'altra collezione di short stories vincendo nel 2021 il Premio Sor Juana Inés de la Cruz con il romanzo distopico Melma rosa, prima opera tradotta in italiano.

## Opere

### Raccolte di racconti
- El regreso (2012)
- No soñarás flores (2016)

### Romanzi
- La azotea (2001)
- Cuaderno para un solo ojo (2002)
- La ciudad invencible (2014)
- Melma rosa (Mugre rosa, 2020), Roma, SUR, 2022 traduzione di Massimiliano Bonatto ISBN 978-88-6998-309-2.

## Premi e riconoscimenti

### Vincitrice
Premio Sor Juana Inés de la Cruz
- 2021 con Melma rosa[7]

Premio Bartolomé Hidalgo
- 2021 nella categoria "Narrativa" con Melma rosa[8]